# Tócsagazvirágúak
A tócsagazvirágúak (Ceratophyllales) a zárvatermők egy rendje, melybe egyetlen család, a tócsagazfélék (Ceratophyllaceae) családjának egyetlen nemzetsége, a tócsagaz, más néven borzhínár (Ceratophyllum) tartozik. A sarkvidékek kivételével minden kontinensen élnek képviselői. Vízinövények.

## Rendszerezésük

### Újabb rendszerezés
Az APG II (Angiosperm Phylogeny Group) osztályozása alapján létrehozott új rend egyetlen családdal (Ceratophyllaceae), azon belül egy nemzetséggel (Ceratophyllum).

### Hagyományos rendszerezés
Cronquist és Dahlgren rendszerezésében egyaránt a tündérrózsa-virágúak (Nymphaeales) rendjébe tartozó család (Ceratophyllaceae).

## Származásuk, elterjedésük
A harmadidőszak óta ismertek. A hideg égövek kivételével az egész Földön elterjedtek; 4-6 fajuk közül kettő él Közép-Európában.

## Megjelenésük, felépítésük
50–200 cm hosszú, gyenge, hajlékony száraikon örvösen állnak a sallangosan szeldelt levelek; mindkét hazai faj sallangjai villásan elágaznak. Gyökereik nincsenek: a vízben lebegnek vagy klorofillt nem tartalmazó hajtásokkal rögzítik magukat a meder alján. Egyivarú virágaik a levelek hónaljában nőnek. A porzók csavarmenetesen állnak, a lepel kicsi, zöld. A termő egy termőlevélből nőtt össze. Termésük makk – néhány faj magvai tüskések, hogy az állatok szőrébe ragadhassanak.

## Életmódjuk, termőhelyük
Állóvizekben, lassan folyó patakokban, illetve öntözőcsatornákban élő hínárnövények. A felszínen nem láthatók, de a Kis-Balatonban és a Balatontól délre a Nagy-Berekben olyan sűrűn nőnek, hogy a vizet csónakkal csaknem járhatatlanná teszik.

## Hazai fajok

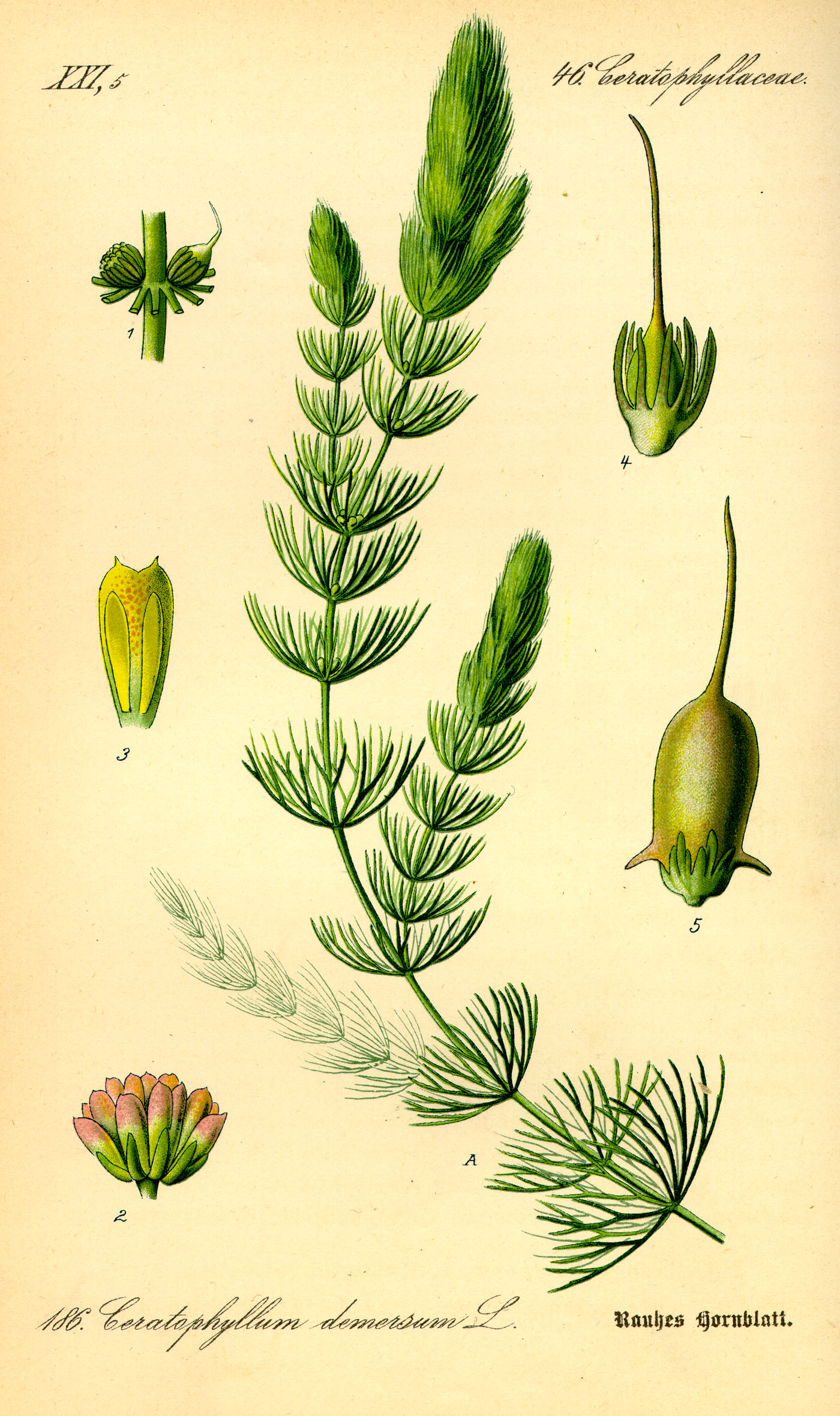
Érdes tócsagaz (Ceratophyllum demersum)

- sima tócsagaz (C. submersum L.) – levelei élénkzöldek, a sallangok hajszálvékonyak. Hazánkban a törzsváltozat (C. submersum subsp. submersum) él.
- érdes tócsagaz (C. demersum) – levelei sötétzöldek, a sallangok szélesebbek és fogacskásak; számuk kevesebb. A termés alapján két, csúcsán egy 5–9 mm hosszú tövis nő. Hazánkban a C. demersum subsp. platyacanthum alfaj él.